# Erick Sermon
Erick Sermon (ur. 25 listopada 1968 w Bay Shore, Nowy Jork, USA) – amerykański raper i producent muzyczny członek EPMD i Def Squad współpracował z takimi artystami jak Wu-Tang Clan, Method Man, Dilated Peoples czy KRS-One.
12 listopada 2011 roku raper doznał ataku serca.

## Kariera
Po zawieszeniu działalności EPMD w 1993 roku, Sermon zaczął nagrywać solowy album dla wytwórni Def Jam. W 1997 EPMD wskrzeszono, a Sermon, Keith Murray i Redman nagrali cover "Rapper’s Delight" grupy The Sugarhill Gang, pierwszego rapowego hitu w historii. W 1999 EPMD powtórnie zawiesiło działalność.
W roku 2000, Sermon przeniósł się do J Records, i rok później wydał album "Music". W tytułowym utworze (2. miejsce na muzycznych listach przebojów R&B), pojawia się wokal wykonawcy muzyki soul, Marvina Gaye'a, zaczerpnięty z niepublikowanych nagrań, które Sermon odnalazł w małym londyńskim sklepie muzycznym.
Kolejny album "React" ukazał się w 2002 roku. Pomimo iż tytułowy "React" okazał się hitem (Rhythmic Top 40 i Billboard Hot 100 hit), to album nie odniósł oczekiwanego sukcesu. Z powodu kiepskiej sprzedaży, w 2003, J Records rozstało się z Sermonem. Naznaczony piętnem Def Jamu udał się do Motown Records. W tym czasie nagrał album "Chilltown, New York", który ukazał się rok później, w 2004 roku. Album promował singiel "Feel It", który w Stanach odniósł sukces.
W jednym z wywiadów stwierdził, iż zamierza usunąć się w cień aby zrobić miejsce dla nowych artystów. Jednak, Sermon nie przestał robić muzyki jako producent. W 2006 wyprodukował utwór "Goldmine" na płytę "The Big Bang" Busta Rhymesa. Wkrótce potem, Sermon nagrał z Def Squad "Don’t Make No Sense". Współpracował także z Redmanem, był producentem kilku utworów na jego album "Red Gone Wild".
Sermon był także mocno zaangażowany w album "4:21... The Day After", Method Mana jak również w platynowy "Blackout!", który Meth nagrał z Redmanem.
W 2008, Erick Sermon i PMD rozpoczęli działalność własnej wytwórni EP Records. Siódmy album EPMD "We Mean Business" ukazał się w grudniu tego samego roku.

## Dyskografia
| Albumy solowe - No Pressure (1993) - Double or Nothing (1995) - Def Squad Presents Erick Onasis (2000) - Music (2001) - React (2002) - Chilltown, New York (2004) - E.S.P. (Erick Sermon's Perception) (2015) | Albumy z EPMD - Strictly Business (1988) - Unfinished Business (1989) - Business As Usual (1990) - Business Never Personal (1992) - Back in Business (1997) - Out of Business (1999) - We Mean Business (2008) z Def Squadem - El Niño (1998) |